# Trajektorie (Mathematik)
Mit Trajektorie (auch Bahnkurve) wird in der Mathematik meist die Lösungskurve einer Differentialgleichung mit vorgegebenen Anfangsbedingungen bezeichnet. Die Differentialgleichung beschreibt die Koordinaten eines Systems (im Phasenraum oder Ortsraum) in Abhängigkeit von einem Parameter, der in mechanischen Anwendungen meist die Zeit ist. Dann beschreibt die Trajektorie die Koordinaten des Systems in Abhängigkeit von der „Zeit“.

## Definition
Wir betrachten die Lösung eines Anfangswertproblems der folgenden Form:
{\displaystyle y'=f(y),\quad y(0)=y_{0}}
Die Lösung dieses Anfangswertproblems sei {\displaystyle y(t,y_{0})} auf einem (maximalen) Existenzintervall {\displaystyle I_{\text{max}}(y_{0})}.
Als Trajektorie oder Phasenkurve des Gleichungssystems durch {\displaystyle y_{0}} wird dann das Bild
{\displaystyle T(y_{0}):=\lbrace y(t,y_{0})|t\in I_{\text{max}}(y_{0})\rbrace }
bezeichnet, das durch diese Lösung definiert ist.

## Phasenraum
Die gemeinsame Darstellung aller Trajektorien eines Systems bezeichnet man als Phasenporträt bzw. Phasenraum. Das Phasenportrait enthält also alle Trajektorien, die die Lösungen der Anfangswertprobleme {\displaystyle y(t,y_{0})} liefern, wenn der Anfangswert {\displaystyle y_{0}} alle Werte des Definitionsbereichs durchläuft.

## Beispiel
Gegeben sei das folgende System linearer Differentialgleichungen:
{\displaystyle y'(t)={\begin{pmatrix}u'(t)\\v'(t)\end{pmatrix}}={\begin{pmatrix}a&1-a\\a-1&a\end{pmatrix}}y(t)}
Eine allgemeine Lösung des Systems ist die folgende Linearkombination:
{\displaystyle y(t)={\begin{pmatrix}u(t)\\v(t)\end{pmatrix}}=C_{1}\mathrm {e} ^{at}{\begin{pmatrix}\cos((a-1)t)\\\sin((a-1)t)\end{pmatrix}}+C_{2}\mathrm {e} ^{at}{\begin{pmatrix}-\sin((a-1)t)\\\cos((a-1)t)\end{pmatrix}}}
Wir wollen Trajektorien für {\displaystyle a=1} zeichnen. Die darzustellende Funktion {\displaystyle v(u)} kann entweder durch Umformen der Lösungen für {\displaystyle u(t)} und {\displaystyle v(t)} oder durch Lösen der folgenden Differentialgleichung gefunden werden ({\displaystyle u'(t)=du} und {\displaystyle v'(t)=dv} aus der gegebenen Differentialgleichung):
{\displaystyle {\frac {dv}{du}}={\frac {(a-1)u+av}{au+(1-a)v}}={\frac {(1-1)u+1v}{1u+(1-1)v}}}
Als Lösung ergibt sich:
{\displaystyle v(u)=C_{3}u}
Der Graph dieser Funktion ist die gesuchte Trajektorie, die Konstante {\displaystyle C_{3}} ist über die Anfangsbedingung des DGL-Systems bestimmt. Hier ist ein Phasenraum aus zwölf Trajektorien mit verschiedenen Anfangsbedingungen dargestellt.

## Trajektorien in der Geometrie
In der Geometrie wird mit dem Begriff Trajektorie auch ein Funktionsgraph bezeichnet, der eine gegebene Kurvenschar isogonal, das heißt immer im gleichen Winkel, schneidet. Beträgt dieser Winkel 90°, so spricht man von einer orthogonalen Trajektorie.